# John Frederick Boyce Combe
El major-general John Frederick Boyce Combe CB DSO & Barra (1 d'agost de 1895 - 12 de juliol de 1967) va ser un oficial de l'exèrcit britànic abans i durant la Segona Guerra Mundial. Va rebre dues vegades l'Ordre de Servei Distingit pel seu servei a la campanya del Desert Occidental abans de ser capturat l'abril de 1941 i passar gairebé dos anys i mig com a presoner de guerra a Itàlia. Alliberat el setembre de 1943 quan Itàlia es va retirar de l'Eix, va tornar a territori aliat i des d'octubre de 1944 fins al final de la guerra va manar una brigada blindada.

## Joventut
John Frederick Boyce Combe era fill del capità Christian Combe i de Lady Jane Seymour Conyngham. El 1914, Combe es va unir a l'esquadró B de l'11è hússars (del príncep Albert).

## Segona Guerra Mundial
El tinent coronel Combe va ser el comandant de l'11è hússars durant les etapes inicials de la campanya del desert occidental durant la Segona Guerra Mundial. Havia estat ascendit a tinent coronel per prendre el comandament el setembre de 1939, i va ser en part responsable de l'alt nivell d'entrenament que va preparar el regiment per a les batalles al nord d'Àfrica. Sota el comandament de Combe, el regiment va tenir un paper important durant les primeres incursions britàniques a Líbia i com a part de la força de cobertura de la Força del Desert Occidental (WDF) durant la invasió italiana d'Egipte. L' 11è hússars formava part de les tropes divisionals de la 7a divisió cuirassada de la WDF.

### Combe Force
Combe va tenir un paper important en la derrota del Desè Exèrcit italià durant l'operació Compass. Va ser nomenat per comandar una columna mòbil ad hoc coneguda com a "Força Combe", formada per un esquadró de l'11è Hússars, l'esquadró B del 1r de Dragons de la Guàrdia del Rei, la bateria C de la Royal Horse Artillery (RHA), alguns canons antitanc del 106è (Lancashire Hussars) Regiment Antitanc (RHA) i el 2n Batalló de la Brigada de Fusellers. El febrer de 1941, Combe i la Combeforce van tallar la retirada als italians a Beda Fomm. Els italians es van veure obligats a aturar-se i, malgrat els intents molt decidits durant dos dies, no van poder trencar les línies defensives de Combe Force. Incapaços d'avançar i rebutjats pels atacs des del seu flanc per la 4a Brigada Blindada i des de la rereguarda pel 7è Grup de Suport, el gruix del Desè Exèrcit es va rendir. Uns 25.000 presoners van ser pres i més de 100 tancs mitjans i més de 100 canons van ser destruïts o capturats.

### Presoner de guerra
Combe va ser ascendit a brigadier (temporal) el 3 d'abril de 1941, lliurant el comandament de l'11è d' Hussars al tinent coronel W. I. Leetham. Com a resultat de l'avanç d'Erwin Rommel des d'El Agheila, va ser nomenat pel Comandant en Cap del Comandament de l'Orient Mitjà, Archibald Wavell, per acompanyar un altre oficial amb experiència en el desert, el tinent general Richard O'Connor (l'antic comandant de la WDF que s'havia convertit en el XIII Cos) com a conseller del tinent general Sir Philip Neame, el Comandant del Comandament de Cirenaica (el successor del XIII Cos). La nit del 6 d'abril de 1941, Combe viatjava en cotxe amb Neame i O'Connor des de la seva seu avançada a Msus fins a la seva nova ubicació a Tmimi. Van ser capturats pels alemanys i portats a Itàlia continental com a presoners de guerra.
Va ser enviat inicialment a la Villa Orsini prop de Sulmona als Abruços, on va estar entre altres oficials superiors, a part de Neame i O'Connor, entre ells, el mariscal de l'aire Owen Tudor Boyd i el major general Adrian Carton de Wiart. Més tard va ser traslladat a un altre camp, Castello di Vincigliata (PG12) prop de Florència. Es va instal·lar a la vida del campament convertint-se en un dels jardiners, a més de tenir setze gallines, "i les va cuidar com una mare". però era per despistar als guardes. Era un entusiasta de les fugues, prenent torns per a fer túnels i un dels sis oficials que es van per escapar l'abril de 1943. Va ser atrapat l'endemà al matí a l'estació de tren de Milà, mentre estudiava un horari.

### Partisans a Itàlia
Va tornar a escapar de Vincigliata amb tots els oficials i homes restants durant l'armistici italià el setembre de 1943. Va arribar a Camaldoli amb el tinent general Sir Philip Neame, el tinent general Sir Richard O'Connor i altres oficials britànics. A la Romanya, es va unir als partisans italians durant l'hivern de 1943–44, aquest grup partisà va ajudar a Combe i altres presoners aliats a escapar. El març de 1944, amb l'ajuda de guies italians, van fer una increïble caminada de 400 km a través de les muntanyes amb neu, per mantenir una cita amb els agents a la costa. El grup va adquirir un vaixell de pesca que feia aigües i finalment va arribar a les línies aliades el maig de 1944. Combe i els altres van arribar a Alger el 12 de maig i van ser traslladats a Anglaterra.

### Tornada amb el Vuitè Exèrcit
Després de la seva fugida, Combe es va tornar a unir al Vuitè Exèrcit. A l'octubre de 1944 se li va donar el comandament de la 2a Brigada Blindada (comandament que va ocupar fins després de la rendició alemanya) i va fer avançar el seu rang permanent de tinent coronel a coronel.

### Postguerra
Després del final de les hostilitats a Europa, Combe va tenir breus períodes com a major general en funcions. Es va convertir en l'Oficial General Comandant (GOC) de la 78a Divisió d'Infanteria i després de la 46a Divisió d'Infanteria, ambdues amb base a Àustria. A l'octubre de 1946, el seu grau de major general es va fer permanent i va ser nomenat adjunt del GOC de les tropes britàniques d'Àustria. Es va retirar de l'exèrcit l'octubre de 1947, però va continuar ocupant el càrrec cerimonial de coronel del regiment de l'11è hússar, que havia estat nomenat el juliol de 1945. Va ocupar aquest càrrec durant 12 anys. Va ser com a coronel del regiment que va participar en la processó fúnebre del rei Jordi VI, l'any 1952, col·locat darrere del taüt. Combe va morir el 12 de juliol de 1967.

## Dates de promoció
- Tinent Coronel - 1939-09-27
- Coronel -06/10/1944 (antiguitat 27/9/1942)
- Brigadier - (en funcions: 3/4/1941)
- Major General - 08/10/1946 (en funcions: 27/12/1945, antiguitat 16/10/1944)

## Condecoracions
Company de l'orde del Bany - 12 de juny de 1947
 orde del Servei Distingit amb Barra
 orde del Servei Distingit - novembre de 1940
 Barra a l'orde del Servei Distingit - 5 de febrer de 1941
 1 menció als Despatxos - 29 de novembre de 1945
 Estrella de 1914-15
 Medalla Britànica de la Guerra 1914-20
 Medalla de la Victòria de 1914-1918
 Estrella de 1939-45
 Estrella d'Àfrica
 Estrella d'Itàlia
 Medalla de la Guerra 1939-1945 amb Menció als Despatxos
 Oficial de la Legió del Mèrit (Estats Units) - 17 de setembre de 1948